# 马合木·牙剌瓦赤
馬合木·牙剌瓦赤(（—1254年），其姓在突厥語中的意思是使臣。花剌子模粟特人，曾經率領蒙古商隊前往花剌子模國。
花剌子模亡國後，他與兒子麻速忽伯克向成吉思汗進言管理城市方式，受成吉思汗重用。他受命與留下當地的達魯花赤管理中亞的城市與田地，直接向大汗负责。他廢止了額外的稅捐差役，元太宗窝阔台即位後，命西域人以丁計稅。他住在费尔干纳谷地的忽毡。為蒙古國駐中亞的大達魯花赤。1238年，布哈拉篩匠塔拉比動亂。他向元太宗奏報，尽力保护该城免遭蒙古军的报复。
察合台出鎮中亞時，他曾私自把河中某一處據為己有，窝阔台指出察合台这一行为的不轨，下詔要他解釋。察合台認錯，窝阔台為緩和矛盾，把此地劃出給他。察合台後來罢免他，太宗命他復職，後將他調出西域，由他兒子麻速忽主政。後與劉敏在中都管事。蒙哥即位初期，人心不安，牙剌瓦赤以阿歷山大大帝東征時，諸將心懷異念，阿里斯多德勸告國王誅滅諸將，代以順從鷹犬之事，要蒙哥從嚴處理。在蒙哥時代，曾經有視事一天殺二十八人的記錄，受忽必烈指責。逝世於中都。

## 延伸阅读
[在维基数据编辑]
 《新元史/卷133》，出自柯劭忞《新元史》